# Mościszcze (rejon wołożyński)
Mościszcze (biał. Масцішча; ros. Мостище) − wieś na Białorusi, w obwodzie mińskim, w rejonie wołożyńskim, w sielsowiecie Wiszniew.

## Historia
W czasach zaborów wieś włościańska w gminie Holszany, w powiecie oszmiańskim, w guberni wileńskiej Imperium Rosyjskiego. W 1866 roku miał 11 dusz rewizyjnych. W 1905 roku liczył 151 mieszkańców, 348 dzisięcin.
W latach 1921–1945 okolica szlachecka leżała w Polsce, w województwie wileńskim, w powiecie oszmiańskim, w gminie Holszany.
W 1931 w 30 domach zamieszkiwały 184 osoby.
Wierni należeli do parafii rzymskokatolickiej w Bohdanowie i prawosławnej w Michałowszczyźnie. Miejscowość podlegała pod Sąd Grodzki w Holszanach i Okręgowy w Wilnie; właściwy urząd pocztowy mieścił się w Bohdanowie. Znajduje się tu cmentarz.
Po II wojnie światowej w granicach Związku Sowieckiego. Od 1991 w niepodległej Białorusi.

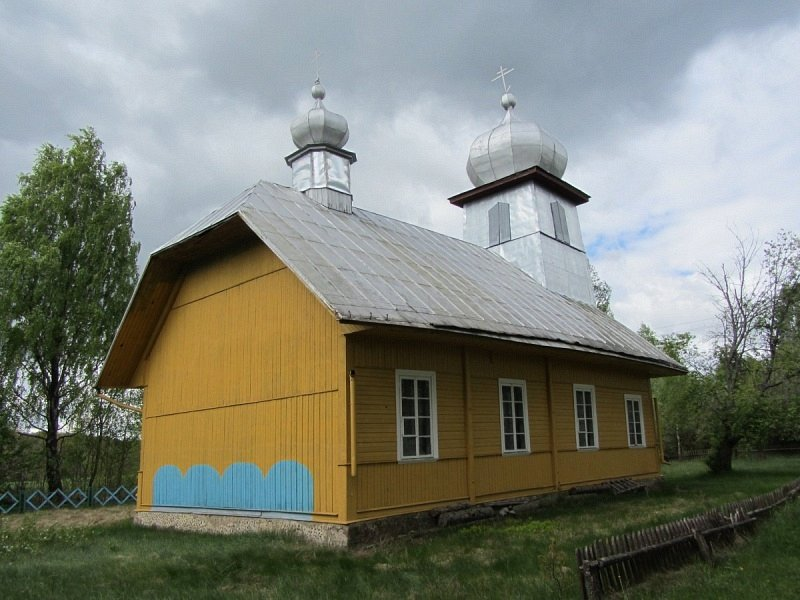
cerkiew
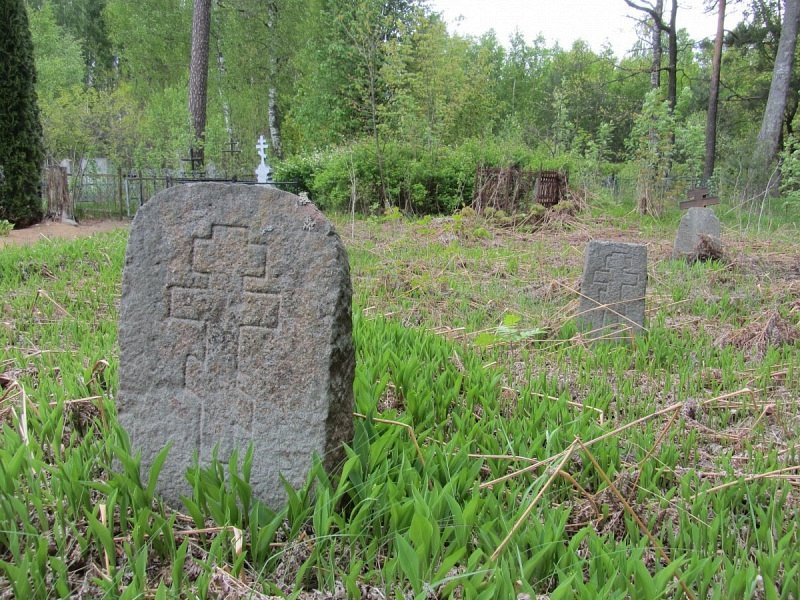
cmentarz prawosławny
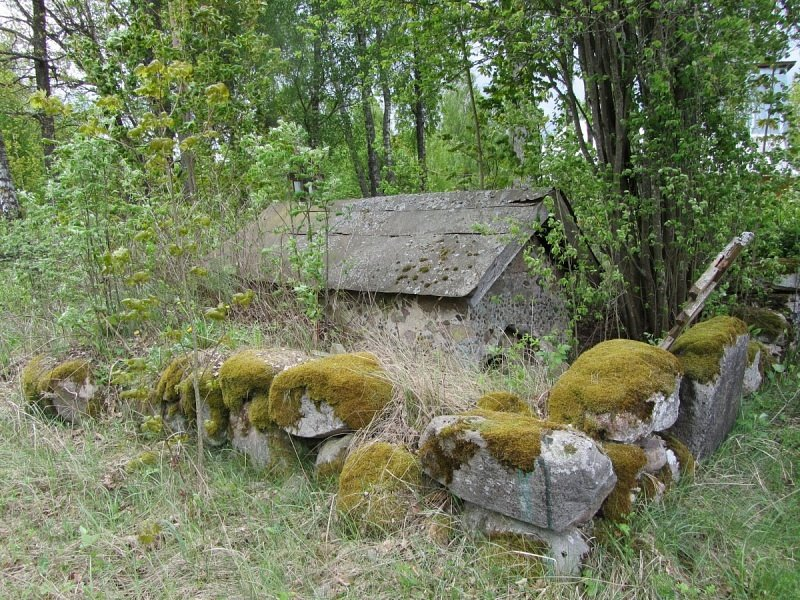
mogiły